# Helen Windsor
Lady Helen Marina Lucy Taylor (nascuda Helen Windsor, 28 d'abril de 1964) és la filla d'Eduard de Kent i la seva dona, Katherine Worsley, i rebesneta del rei Jordi V. L'any 2021 ocupava el lloc 42è en la línia de successió al tron britànic.

## Vida primerenca i joventut
Nascuda a Coppins, una casa de camp a Iver, Buckinghamshire, Lady Helen és l'única filla del duc i la duquessa de Kent. Va ser educada a la Eton End School a Datchet i més tard al St Mary's School a Wantage i a la Gordonstoun School, a Moray, Escòcia. A Gordonstoun, va ser una de les 20 noies de secundària "en l'ambient masculí de Gordonstoun", va escriure Alan Hamilton.

La premsa popular l'anomenava "melons".
| «                    | Estava lleugerament grassoneta, eren els nois de Gordonstoun els que em deien això. Crec que ara només hi ha dues persones que em diuen així. El context original ha desaparegut. | Si prendre un parell de cerveses en els boscos de Gordonstoun és considerat salvatge, llavors ho era. Solia fumar, però sempre m'han aterrit les drogues. | » |
| — Lady Helen Windsor | | |   |

## Carrera
Quan va deixar Gordonstoun (on tenia classe d'art), estava desesperada per anar-se'n a Londres i guanyar diners, i va començar a treballar l'any 1984 al departament contemporani de la casa de subhastes Christie's.
Lady Helen va treballar amb el comerciant d'art Karsten Schubert entre 1987 i 1991, i se li atribueix el descobriment de Rachel Whiteread i Gary Hume, encara que va confessar que havia rebutjat representar a l'artista Damien Hirst.
Lady Helen va ser ambaixadora de moda i musa de Giorgio Armani durant 17 anys.

## Matrimoni i Fills
A l'edat de 19 anys, Lady Helen va conèixer a Timothy Taylor (8 d'agost de 1963), un comerciant d'art i fill major del comandant Michael Verner Taylor RN i de Susan Geraldine Percy. Es van casar a la Capella de Sant Jordi del castell de Windsor el 18 de juliol de 1992 La núvia va portar un disseny de Catherine Walker.
L'any 1998 el seu espòs va contraure la malaltia de Hodgkin.
Lady Helen i el seu marit tenen quatre fills, que es troben immediatament després d'ella a la línia de successió al tron britànic:
- Columbus George Donald Taylor (6 d'agost de 1994)
- Cassius Edward Taylor (26 de desembre de 1996)
- Eloise Olivia Katherine Taylor (2 de març de 2003)
- Estella Olga Elizabeth Taylor (21 de desembre del 2004)